# کفر بعال
کفر بعال (به عربی: كفر بعال) یک منطقهٔ مسکونی در لبنان است که در شهرستان جبیل واقع شده‌است.
 کفر بعال   ۹۲۰ متر بالاتر از سطح دریا واقع شده‌است.